# Schweizer Eishockeymeisterschaft 1924/25
Die Saison 1924/25 war die 15. reguläre Austragung der Schweizer Eishockeymeisterschaft. Meister wurde der HC Rosey Gstaad durch einen 9:1-Erfolg im Finale gegen den HC Davos.

## Hauptrunde

### Serie Ost
25. Dezember 1924 in St. Moritz
- EHC St. Moritz – HC Davos 1:2 (1:1, 0:1)

Der HC Davos qualifizierte sich für den Meisterschaftsfinal.

### Serie West
| 28. Dezember 1924 | HC Château-d’Œx Bruno Leuzinger | 1:3 (0:2, 1:1) | HC Rosey Gstaad ? Louis Dufour Walter von Siebenthal | Château-d’Oex |

Der HC Rosey Gstaad qualifizierte sich damit für den Meisterschaftsfinal.

## Meisterschaftsfinal
9. Februar 1925 in Davos
- HC Davos – HC Rosey Gstaad 1:9